# Urząd Miasta Starogard Gdański
Urząd Miasta Starogard Gdański – jednostka samorządu terytorialnego przy ulicy Gdańskiej 6. Budynek jest wpisany do rejestru zabytków pod numerem rejestracyjnym 0108-0000176.

## Stanowiska[3]
- Prezydent Miasta
- Zastępca Prezydenta Miasta ds. Techniczno-Inwestycyjnych
- Zastępca Prezydenta Miasta ds. Społecznych
- Przewodniczący Rady Miasta
- Sekretarz Miasta
- Skarbnik Miasta